# Servitore del popolo: il film
Servitore del popolo: il film (Слуга народу 2) è un film satirico del 2016 diretto da Oleksij Kirjuščenko.
Il film ricopre gli eventi raccontati nella seconda stagione della serie televisiva Servitore del popolo, dall'episodio 7 all'episodio 13.

## Trama
Il film racconta le vicende del presidente ucraino Vasyl' Petrovič Holoborod'ko. Ambientato dopo gli eventi della prima stagione, il film segue il tentativo di Holoborod'ko di combattere l'inflazione nel suo paese, cercando di ottenere aiuti finanziari per l'Ucraina da parte del FMI. Questi vengono forniti a patto che alcune riforme vengano attuate, ma gli sforzi di Holoborod'ko per metterle in atto sono ostacolati da un gruppo di oligarchi che usano la loro influenza sulla Verchovna Rada per interferire con i suoi piani. Holoborod'ko si allea con l'ex primo ministro Jurij Ivanovič Čujko, condannato a vent'anni di carcere con l'accusa di corruzione, per combattere gli oligarchi.

## Distribuzione
Il film è stato distribuito in Italia nel 2022 sulla piattaforma Netflix, in lingua originale.